# Anaplecta maculifera
Anaplecta maculifera är en kackerlacksart som beskrevs av Hanitsch 1925. Anaplecta maculifera ingår i släktet Anaplecta och familjen småkackerlackor. Inga underarter finns listade i Catalogue of Life.